# Victor Grinich
Victor Grinich (Aberdeen (Washington), 24. studenog 1924. - Mountain View, Kalifornija, 5. studenog 2000.) je bio pionir industrije poluvodiča i član Izdajničke osmorice koju su s njim su činili: Jean Hoenri, Eugene Kleiner, Jay Last, Gordon Moore, Sheldon Roberts, Sherman Fairchild, Robert Noyce - osnivač Intela) koja je utemeljila Silicijsku dolinu.

## Životopis
Roditelji su mu hrvatski iseljenici iz Doline Neretve, a pravo ime mu je Victor Grgurinović. Rođen je u Aberdeenu, u američkoj saveznoj državi Washington. Za vrijeme Drugog svjetskog rata služio je u američkoj mornarici. Tijekom toga vremena mijenja prezime u Grinich, da bi ga Amerikanci lakše izgovarali.
Diplomirao je 1950. godine na washingtonskom sveučilištu, a 1953. stupanj doktorirao na Sveučilištu Stanford. Isprva je radio kao istraživač za SRI International. Poslije je radio za Shockley Semiconductor Laboratory, odjelom Beckman Instrumentsa, zajedno s budućim nobelovcem Williamom B. Shockleyem (jedan od dvaju izumitelja tranzistora), da bi poslije s ostalim nezadovoljnim suradnicima otišao i stvorio utjecajnu tvrtku Fairchild Semiconductor.
U Fairchildu je bio rukovoditelj inženjeringa i aplikacija. Poslije je bio zamjenikom rukovoditelja odsjeka za istraživanje i razvitak (glavni rukovoditelj bio je Moore). Tvrtka Fairchild proizvela je prvi komercijalno upotrebljivi integrirani krug, prethodnik suvremenog računalnog čipa. Vremenom je Fairchild Semiconductor postala div vrijedan 786 milijarda dolara koji je zapošljavao više od osam tisuća radnika. Čipovi koje je ova tvrtka napravila nalae se u automobilima, telekomunikacijskoj opreimi i računalima. 1960-ih napušta tvrtku, da bi predavao na Sveučilištu Berkeley i Stanfordskom sveučilištu. 1975. objavljuje priručnik Introduction to Integrated Circuits (Uvod u integrirane sklopove). Rukovodio je nekim manjim poduzećima u Silicijskoj dolini.
Umro je od raka prostate 2000. godine.